# Elezioni parlamentari in Brasile del 1990
Le elezioni parlamentati in Brasile del 1990 si sono tenute il 3 ottobre.

## Risultati
Camera dei deputati
| Liste                                        | Voti       | %     | Seggi |
| -------------------------------------------- | ---------- | ----- | ----- |
| Partito del Movimento Democratico Brasiliano | 7 798 653  | 19,26 | 109   |
| Partito del Fronte Liberale                  | 5 026 474  | 12,41 | 83    |
| Partito dei Lavoratori                       | 4 128 052  | 10,19 | 35    |
| Partito Democratico Laburista                | 4 068 078  | 10,04 | 46    |
| Partito Democratico Sociale                  | 3 609 196  | 8,91  | 42    |
| Partito della Social Democrazia Brasiliana   | 3 515 809  | 8,68  | 37    |
| Partito della Ricostruzione Nazionale        | 3 357 091  | 8,29  | 41    |
| Partito Laburista Brasiliano                 | 2 277 882  | 5,62  | 34    |
| Partito Liberale                             | 1 721 929  | 4,25  | 15    |
| Partito Democratico Cristiano                | 1 205 506  | 2,98  | 22    |
| Partito Socialista Brasiliano                | 756 034    | 1,87  | 11    |
| Partito Laburista Riformatore                | 426 848    | 1,05  | 5     |
| Partito Comunista Brasiliano                 | 388 564    | 0,96  | 3     |
| Partito Sociale Laburista                    | 373 986    | 0,92  | 2     |
| Partito Comunista del Brasile                | 352 049    | 0,87  | 5     |
| Partito Sociale Cristiano                    | 342 079    | 0,84  | 5     |
| Partito della Mobilitazione Nazionale        | 249 606    | 0,62  | 1     |
| Partito Laburista del Brasile                | 243 231    | 0,60  | –     |
| Partito Democratico Sociale                  | 215 226    | 0,53  | –     |
| Partito Comunità Nazionale                   | 141 453    | 0,35  | –     |
| Partito Repubblicano Progressista            | 94 069     | 0,23  | –     |
| Partito Laburista del Brasile                | 78 358     | 0,19  | –     |
| Partito Azione Sociale                       | 42 790     | 0,11  | –     |
| Altri <0,10%                                 | 85 806     | 0,21  | –     |
| Totale                                       | 40 498 769 | 100   | 503   |

Senato federale
| Liste                                        | Voti | % | Seggi |
| -------------------------------------------- | ---- | - | ----- |
| Partito dei Lavoratori                       |      |   |       |
| Partito del Movimento Democratico Brasiliano |      |   |       |
| Partito della Social Democrazia Brasiliana   |      |   |       |
| Democratici                                  |      |   |       |
| Partito della Repubblica                     |      |   |       |
| Partito Progressista                         |      |   |       |
| Partito Socialista Brasiliano                |      |   |       |
| Partito Democratico Laburista                |      |   |       |
| Partito Laburista Brasiliano                 |      |   |       |
| Partito Sociale Cristiano                    |      |   |       |
| Partito Verde                                |      |   |       |
| Partito Comunista del Brasile                |      |   |       |
| Altri                                        |      |   |       |
| Totale                                       |      |   |       |